# Al Nasr Sporting Club
El Al Naser Sporting Club es un equipo de fútbol de Kuwait que juega en la Liga Premier de Kuwait, la liga de fútbol más importante del país.

## Historia
Fue fundado en el año 1965 en la ciudad de Ardiyah, participando en 26 temporadas en la Liga Premier y juegan en la misma sede de la Selección de fútbol de Kuwait. Nunca ha sido campeón de liga ni tampoco han ganado título alguno, exceptuando 3 títulos de la Primera División.
A nivel internacional, ha participado en 1 torneo continental, en la Copa AFC del año 2011, donde fue eliminado en la fase de grupos por el Dohuk Football Club de Irak, el Al-Faisaly de Jordania y el Al-Jaish SC de Siria.

## Palmarés
- Division One: 3

1977/78, 1986/87, 2006/07
- Copa Federación de Kuwait: 0
  - Finalista: 1

2011

## Participación en competiciones de la AFC
- Copa AFC: 1 aparición

2011: fase de grupos
| Temporada | Torneo   | Ronda          | Club       | Casa | Visita |
| --------- | -------- | -------------- | ---------- | ---- | ------ |
| 2011      | Copa AFC | Fase de grupos | Dohuk      | 0-1  | 0-1    |
| 2011      | Copa AFC | Fase de grupos | Al Jaish   | 0-4  | 1-2    |
| 2011      | Copa AFC | Fase de grupos | Al Faisaly | 0-1  | 1-2    |

- Copa de Clubes Campeones del Golfo: 1 aparición

2012: cuartos de final
| Temporada | Torneo                             | Ronda            | Club        | Casa | Visita    |
| --------- | ---------------------------------- | ---------------- | ----------- | ---- | --------- |
| 2012      | Copa de Clubes Campeones del Golfo | Fase de grupos   | Al-Khor     | 0-1  | 1-2       |
| 2012      | Copa de Clubes Campeones del Golfo | Fase de grupos   | Busaiteen   | 2-2  | 3-1       |
| 2012      | Copa de Clubes Campeones del Golfo | Cuartos de final | Al-Muharraq |      | 0-3 (aet) |

## Jugadores destacados
| - Faisal Al Adwani - Naser Al Adwani - Naser Al Hajeri - Hamad Al Harbi - Abdulrahman Al Mousa - Maher Al Sayed - Bader Al Shammari - Mohammed Fahad - Ahmed Mousa Mirza - Abdullah Msheleh - Meshal Naif - Mohamed Rahsid - Saleh Abdulhamid - Masoud Ferydoon - Amjad Al-Shuaibi - Mu’aiad Abu Kishk - Jasem Al Hashmi - Said Al Shoon - Walid Atta - Issam Fayel - Hamdi Hubais - Ahmed Kanu - Hussain Mustahil - Firas Al Khatib - Maher Al Sayed | - Mohamed Al Zeno - Ammar Rihawi - Brosin Traore - Tarik El Taib - Emeka Opara - Ramzi Ben Younès - Abdelkarim Nafti - Blaise Lelo Mbele - Elias Reis - Jairo - Jerri - Jones Leandro - Luiz Carlos Vieira - Marcelo Cabo - Marcelo Silva - Rodrigo Careca - Patrick Fabiano - Rodrigo Silva - Roberto Merino |

## Ex Entrenadores

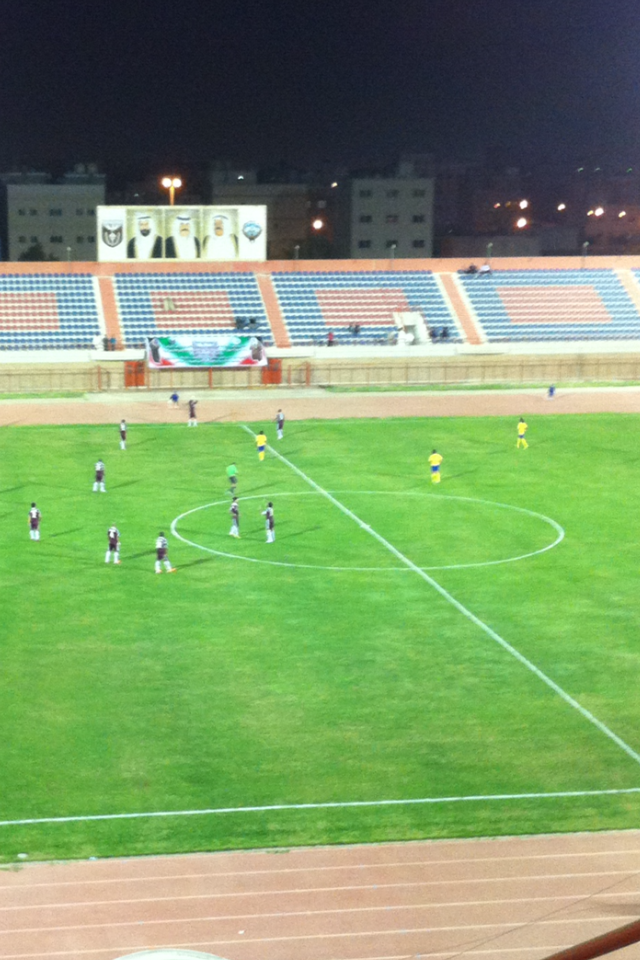
Estadio Ali Al-Salem Al-Sabah

| Periodo       | Nombre             | País            |
| ------------- | ------------------ | --------------- |
| 1997          | John Benson        | Escocia         |
| 1998-99       | Jaroslav Gürtler   | República Checa |
| 1999-00       | Ali Al Shammary    | Kuwait          |
| 2001-02       | Ali Al Shammary    | Kuwait          |
| 2003-04       | Abdulqader Yomeer  | Marruecos       |
| 2004-05       | Slobodan Pavković  | Serbia          |
| 2005          | Maher Al Shamary   | Kuwait          |
| 2005-06       | Fouzi Ebrahim      | Kuwait          |
| 2006          | Mser Al Adwani     | Kuwait          |
| 2007-abril 08 | Fernando Merquiez  | Portugal        |
| Abril de 2008 | Mser Al Adwani     | Kuwait          |
| 2008-09       | Ali Al Shammary    | Kuwait          |
| 2009-10       | Marcelo Cabo       | Brasil          |
| 2010          | Edgar Parreira     | Brasil          |
| 2010–11       | Ali Al Shammary    | Kuwait          |
| 2011          | Abdulaziz Al-Hajri | Kuwait          |
| 2011          | Valeriu Tiţa       | Rumania         |
| 2011          | José Rachão        | Portugal        |